# NGC 2894
NGC 2894 је спирална галаксија у сазвежђу Лав која се налази на NGC листи објеката дубоког неба.
Деклинација објекта је + 7° 43' 6" а ректасцензија 9h 29m 30,2s. Привидна величина (магнитуда) објекта NGC 2894 износи 12,4 а фотографска магнитуда 13,3. NGC 2894 је још познат и под ознакама UGC 5056, MCG 1-24-24, CGCG 34-51, IRAS 09268+0756, PGC 26932.